# 吉普·平措次登
吉普·平措次登（藏語：སྐྱིད་སྦུག་ཕུན་ཚིགས་ཚེ་བརྟན，威利转写：skyid sbug phun tshogs tshe brtan，1930年12月—2000年2月），男，藏族，西藏白朗人，西藏贵族，原西藏噶厦官员，中华人民共和国政治人物，无党派人士。

## 生平
吉普·平措次登的祖父曾参加过英藏战争，曾任帕里总管，藏军如本、代本，在英军的曲米辛果大屠杀中曾受伤，立过功。
吉普·平措次登是高中文化。1947年出任西藏然巴噶伦副官。1950年任西藏江孜宗宗本。西藏和平解放后，1952年10月参加革命工作，历任江孜小学校长、江孜青联主任、江孜分工委农工部科长、江孜基巧军管会副主任、西藏自治区政协常委、江孜专署副专员。1964年出任西藏自治区日喀则专署副专员。
为了弘扬当年西藏江孜人民的抗英精神，中共江孜分工委在1958年春决定，让中共江孜分工委政策研究室调查整理1904年英国入侵西藏的战争过程及江孜人民抗英情况，了解抗英故事及英雄人物，收集抗英文物及资料。中共江孜分工委政策研究室懂汉语与藏语的干部谢广廷、王众恩、黄继增、于乃鼎、李国柱、陈希尧等6人，加上从其他单位临时抽调的多位藏族干部，并借调了江孜基巧办事处副主任吉普·平措次登，共同开展了这项工作。后来由于1959年藏区骚乱爆发，西藏的工作转移到平叛及民主改革方面，加上收集到的部分藏文资料一时翻译不出来，只好匆匆将已经收集和翻译的资料整理为一份大约三万字的《访问抗英老人记》。
1966年，吉普·平措次登任西藏自治区人民委员会办公室副主任，文化大革命期间遭到迫害。1977年12月出任西藏自治区第三届政协副主席。1983年4月出任西藏自治区副主席。
2000年2月，吉普·平措次登逝世，享年70岁。

## 逸事
中国藏学研究中心总干事拉巴平措一家曾经是吉普·平措次登的农奴，吉普·平措次登是其领主。

## 家庭
- 弟：吉普·顿珠平措
- 妻：吉普·阿旺白姆，帕拉家族之女。曾和吉普·平措次登、吉普·顿珠平措组成一妻多夫家庭，后进行婚姻改革，与吉普·平措次登组成新家庭。